# Bycanistes albotibialis
El cálao de patas blancas (Bycanistes albotibialis) es una especie de ave bucerotiforme de la familia Bucerotidae. A veces es considerado una subespecie del cálao caripardo (Bycanistes cylindricus).

## Distribución
Se lo encuentra en Angola, Benín, Camerún, República Centroafricana, República del Congo, República Democrática del Congo, Guinea Ecuatorial, Gabón, Nigeria y Uganda.